# Serge Gambucci
Sergio „Serge“ Gambucci (* 11. Januar 1923 in Eveleth, Minnesota; † 8. April 2014) war ein US-amerikanischer Eishockeyspieler und -trainer. 

## Leben
Gambucci spielte bereits in der Highschool seiner Heimatstadt Eveleth Eishockey. Nach seinem Schulabschluss musste er während des Zweiten Weltkrieges Militärdienst leisten. Im Anschluss studierte er an dem St. Cloud Teachers College, wo er Spieler in der College-Mannschaft war und zu den besten Scorern seines Teams gehörte. Anschließend spielte er in Amateurteams, mit den Crookston Pirates gewann er als Spielertrainer 1951 die US-Meisterschaft der Amateurmannschaften.
Außer als Spieler war Gambucci als Lehrer und Trainer an der Cathedral High School in Crookston, Minnesota tätig. 1955 ging er an die Central High School in Grand Forks, North Dakota. Mit der Jungen-Eishockeymannschaft gewann er zwischen 1961 und 1970 zehn State Championships in Folge. Am Ende seiner Trainerlaufbahn kam er auf eine Bilanz von 255 Siegen bei 39 Niederlagen und zählt somit zu den erfolgreichsten Highschool-Trainern in den Vereinigten Staaten.
Für seine Verdienste als Trainer wurde er 1996 in die United States Hockey Hall of Fame aufgenommen. In Grand Forks wurde die Gambucci Arena nach ihm benannt.